# ティモシー・P・ヴィラゴメス
ティモシー・パンゲリナン・ヴィラゴメス(英語: Timothy Pangelinan Villagomez; 1962年9月10日 - )は、北マリアナ諸島・サイパン島出身の政治家。ベニグノ・フィティアル知事の元で第7代北マリアナ諸島副知事を務めた。 

## ライドライム・スキャンダル
2008年8月、政府資金の不正使用に関する罪で起訴された。2009年4月24日、元商務長官ジェームズ・A・サントスとその妻ジョアキナ・V・サントス（ヴィラゴメスの妹）と共に、ライドライムと呼ばれる脱スケール剤を無駄に購入して、政府公社コモンウェルス・ユーティリティー社をだまし取ろうとした件で有罪判決を受けた。ヴィラゴメスの判決は7月28日の予定だったが、妹夫妻の判決が出た4月24日に辞表を提出した。北マリアナ諸島史上、初めての副知事辞任であった。また、5月1日にエロイ・イノスが副知事に就任するまで、数日間副知事が不在であった。
ヴィラゴメスの判決は2009年8月5日まで延期され、その時点で連邦刑務所で懲役7年3ヶ月の実刑判決が下された。アリゾナ州フェニックスの連邦矯正施設に送られた。義兄であるジェームズ・サントスと妻ジョアキナは懲役6年6ヶ月の判決を受けた。この事件は米国第9巡回区控訴裁判所に上告された。その後、2017年6月23日の釈放日をもって、アリゾナ州ツーソンの刑務所に移送された。
2012年12月、第9巡回区控訴裁判所は計算ミスを理由にヴィラゴメスの判決を取り消し、2013年6月12日、刑期が1年9ヶ月増加され、懲役9年の実刑判決を受けた。

## 家族・親類
ヴィラゴメスは、第2・5代北マリアナ諸島知事ペドロ・テノリオとその妻ソフィアの親戚である。